# Věc nikoho
Věc nikoho nebo věc ničí (res nullius) je historický právní status a termín pro věc, která nemá vlastníka a není předmětem vlastnictví. Pokud taková věc je způsobilá mít vlastníka, může se jím stát ten, kdo si věc přisvojí (přisvojení se nazývá též okupace) například poté, co ji nalezne, nebo je-li prvním zájemcem o její vlastnění. Věcí nikoho se v některých právních systémech může věc stát opuštěním (derelikcí).

## V českém právu
Podle § 1045 občanského zákoníku platí, že věc, která nikomu nepatří, si každý může přivlastnit, nebrání-li tomu zákon nebo právo jiného na přivlastnění věci. Movitá věc, kterou vlastník opustil, protože ji nechce jako svou držet, nikomu nepatří.
Na rozdíl od právní úpravy, která platila v předchozím občanském zákoníku, nový občanský zákoník (přijatý v roce 2012 a účinný od roku 2014) výslovně připouští existenci věci bez pána (res nullius), s výjimkou zvířat ji však záměrně neoznačuje. Z výkladu k občanskému zákoníku dále vyplývá, že označení „věc, která nikomu nepatří” označuje věc opuštěnou (tj. derelikvovanou). Opuštění je tedy právním jednáním a je nezbytné, aby bylo učiněno svobodně, určitě, srozumitelně a v souladu s dobrými mravy a zákonem.
Přivlastnit si lze jen věc, která nikomu nepatří, ledaže tomu brání zákon nebo právo někoho jiného na přivlastnění. Zákaz přivlastnění věci obsahuje občanský zákoník v § 1051 v případě nálezu ztracené věci. Ztracenou věcí je věc, kterou její vlastník pozbyl neúmyslně a nevědomky.

## V německém právu
Německý občanský zákoník (přijat dne 18. srpna 1896) ve svém § 958 upravuje nabytí vlastnictví k movitému, opuštěnému majetku: (1) Každý, kdo převezme vlastnictví opuštěné movité věci, nabývá vlastnictví k věci. (2) Majetek nenabude, pokud je přivlastnění zakázáno zákonem nebo pokud je porušeno přivlastnění práva jiné osoby na přivlastnění.
Osvojení movitého majetku bez vlastníka je upraveno v § 958 až § 964 tohoto občanského zákoníku. Všechny věci, které v rozhodné době nejsou ve vlastnictví (nebo již nejsou), jsou považovány za opuštěné položky. Bez vlastníka jsou také movité věci, kterých se předchozí majitel vzdal vlastnictví prohlášením své vůle a vzdáním se vlastnictví.

## V anglickém obecném právu (nobody's thing)
Typickými příklady res nullius jsou v anglickém právu divoká zvířata a majetek, který byl opuštěn. Divoká zvířata jsou považována za res nullius a nejsou předmětem soukromého vlastnictví, dokud nejsou zabiti nebo zajati. Pták v ruce je vlastněn; pták v přírodě není, včely se stávají majetkem až když jsou v úlu.
Mrtvá osoba nemůže vlastnit majetek svého těla, jakmile je jednou zesnulá – touto právní zásadou je též res nullius. Důležitost tohoto základního principu se projevilo už v osmnáctém století, kdy mnoho evropských států včetně Anglie bylo ohroženo revolucí a mafií, a prevence kriminálního chování se stala naléhavou věcí.

## Historie

### Věci nikoho v rakouském právu
Rakouský všeobecný zákoník občanský z roku 1811 v ustanovení § 354 mezi vlastnickými právy jmenoval i právo věc opustit, tedy bez výhrady se vzdát vlastnictví. Opuštěná movitá věc se stala věcí ničí, u nemovitostí byla právní úprava složitější a její výklad a praxe nejednotné v otázce, zda je k účinku opuštění nutný výmaz vlastnického práva extabulační listinou.

### Věc nikoho v československém a českém právu (1950–2012)
Občanský zákoník z roku 1950 (účinný od 1. ledna 1951 do 31. března 1964) v ustanovení § 132 odst. 1 upravoval opuštění věci jako jeden ze způsobů pozbytí vlastnictví. Vylučoval však opuštění u věcí, které nebylo možno zcizit. Opuštěné věci nepatrné hodnoty mohl nabýt každý, ostatní propadly i bez dalšího soudního nebo správního rozhodnutí státu.
Občanský zákoník č. 40/1964 Sb. s účinností od 1. dubna 1964 zrušil výjimku pro věci nepatrné hodnoty, takže všechny věci opuštěné připadaly podle později zrušeného § 453 odst. 2 státu a žádná věc se již opuštěním nemohla stát věcí ničí.
Novela č. 509/1991 Sb. § 453 z tehdejšího občanského zákoníku vypustila, a tím i termín opuštěná věc z občanského zákoníku zmizel. České právo tak, na rozdíl od práva římského, explicitně nezavádělo pojem věci ničí ani opuštění věci – každý pozemek měl vlastníka, fakticky opuštěná věc propadla obci, pokud nebyl zjištěn vlastník, ani se o ni nepřihlásil. Ustanovení § 135 tehdejšího občanského zákoníku nicméně zmiňovalo ztracenou věc a věc skrytou, jejíž vlastník není znám. Podle některých právních názorů opuštění věci bylo zahrnuto v právu s věcí nakládat a bylo proto právně přípustné i přesto, že nebylo výslovně upraveno, a ani v případě nemovitosti pro takový jednostranný úkon na rozdíl od převodu nemovitosti nebyla vyžadována písemná forma. U movité věci bylo možno za opuštění považovat takové odložení nebo odhození věci, u kterého bylo zřejmé, že nejde o pouhé uložení věci, kterou vlastník nemíní po kratší nebo delší dobu užívat.
Podle rozsudku z roku 2006 se v roce 2003 podle tehdejšího rybářského zákona z roku 1963 považovaly ryby v tekoucích vodách za věc ničí i tehdy, když byly vysazeny rybářskou organizací, která má v revíru rybářské právo, a jejím vlastnictvím se mohly stát až vylovením, zatímco ryby v uzavřených vodách mohou mít vlastníka již ve vodě (dnes podle zákona o rybníkářství č. 99/2004 Sb.). Tento názor po dovolání rybářského svazu potvrdil i Nejvyšší soud České republiky.
Zanedbání vlastnických závazků ze strany vlastníka, popřípadě nezájem nemovitost řádně užívat, bývají squattery vykládány jako faktické opuštění věci. Vila Milada navíc byla v té době vymazána z rejstříku nemovitostí a neměla popisné ani evidenční číslo, což bylo možné vykládat tak, že jde o věc bez vlastníka, přičemž v českém právu v té době neplatila (a dosud neplatí) vyvratitelná právní domněnka, že vlastník pozemku je i vlastníkem stavby, a teprve po vyhrocení sporu se squattery se stát o vlastnictví přihlásil a byl jako vlastník zapsán, což teprve umožnilo razantní silový zásah.

## Související otázky

### Právní řád České republiky a lidské tělo
Podle § 19 občanského zákoníku platí, že každý člověk má vrozená přirozená práva, a tudíž se považuje za osobu (ne věc). Přirozená práva spojená s osobností člověka nelze zcizit a nelze se jich vzdát; stane-li se tak, nepřihlíží se k tomu. Podle § 493 občanského zákoníku nejsou věcí lidské tělo ani jeho části, třebaže byly od těla odděleny. Lidské tělo je součástí lidské osobnosti a představuje jeden z primárních osobnostních statků. Lidské tělo je pod zvláštní ochranou i po smrti člověka a zákon zakazuje naložit s lidskými pozůstatky a s lidskými ostatky způsobem, který je pro zemřelého nedůstojným.

### Území nikoho
Terra nullius je latinský výraz, který znamená „země nikoho“. Jednalo se o zásadu používanou v mezinárodním právu k ospravedlnění tvrzení, že území může být získáno okupací státu.
Území Země je v moderní době již rozděleno mezi státy, takže ve smyslu moderního práva zde již není možné obsadit území, které dosud nepatřilo nikomu (latinsky terra nullius). Mezinárodní vody (moře a oceány) jsou chráněny mezinárodním právem, které nepřipouští, aby k nim někdo nabyl vlastnictví. Rovněž kosmický prostor a tělesa jsou podle mezinárodního práva považovány za „res nullius“ či „res communis“.
Ve většině států jsou vlastnická práva k půdě tradičně podle feudálního vzoru interpretována jako postoupení státního práva k půdě soukromým osobám, avšak moderní pojetí právního státu i právní subjektivity fyzických osob se může s tímto pojetím a některými mezinárodními smlouvami, zejména staršími, dostávat do kolize.
Většina z „prázdných“ území byla osídlena, takže výraz terra nullius změnil svůj význam a zahrnul území považovaná za „postrádající civilizovanou společnost“. Nejslavnějším příkladem je Austrálie, kde se koncept terra nullius stále objevuje v soudních sporech s domorodým obyvatelstvem. Dalšími příklady zemí, které se kdysi považovaly za terra nullius, je Sibiř a Amerika.

### Další souvislosti
Přisvojení (okupaci) se podobá též institut vydržení (usucapio). Oprávněný držitel věci se stává vlastníkem movité věci, má-li ji v nepřetržité držbě tři roky, a nemovité věci, má-li ji v nepřetržité držbě deset let, pokud jde o věci, které mohou být předmětem vlastnictví a zákon nevylučuje držitele takového druhu věci jako vlastníka (tedy nejde například o věc, kterou může vlastnit jen stát). Institut vydržení se však týká věcí, které mají vlastníka, avšak odlišného od držitele, nikoliv věci ničí, u níž vydržecí lhůta neběží a která se vlastníkem okupanta stává ihned.
Pojmu věci ničí je částečně obdobné i právo obecného užívání, které zaručuje každému možnost běžnými způsoby užívat krajinu, les, pozemní komunikace, povrchové vody atd., a to v některých případech i tehdy, mají-li veřejného nebo soukromého vlastníka, a činí z nich tak omezením vlastnických práv do určité míry společnou věc, kterou si však není možné přisvojit. V některých právních a společenských systémech některé druhy statků (například krajinné prvky) nemohou mít vlastníka, avšak není možno si je přisvojit – jsou tedy zároveň věcí ničí i věcí společnou (res omnium communis).